# Dendrobium compressum
Dendrobium compressum là một loài lan trong chi Lan hoàng thảo.